# Арена Комбетаре
Аре́на Комбета́ре (алб. Arena Kombëtare, в переводе «Национальная арена») — стадион, расположенный в столице Албании Тиране, который был построен на месте стадиона «Кемаль Стафа».
Является домашним стадионом сборной Албании по футболу, а также двух футбольных клубов — «Динамо Тирана» и «Партизани». Крупнейший стадион Албании, главный стадион Тираны.

## Расположение
«Арена Комбетаре» находится в центре албанской столицы Тираны, на площади Италии  рядом с развлекательным районом Бллоку и площадью Матери Терезы, к югу от площади Скандербега.
Стадион расположен рядом с государственными Тиранским и политехническим университетами, частным университетом Луараси, Дворцом съездов, Национальным археологическим музеем.

## История
Федерация футбола Албании и правительство страны начали планировать строительство нового стадиона в 2011 году. Вопрос о новом стадионе встал острее после того, как в 2013 году тогдашний заместитель генерального секретаря УЕФА Теодорос Теодоридис сделал официальное предупреждение властям Албании о том, что стадионы страны не соответствуют требованиям УЕФА, поэтому албанцы рискуют проводить «домашние» матчи «в гостях».
Строительство стадиона началось в 2016 году и обошлось в 85 млн евро. Архитектором стадиона является глава компании Archea Associati итальянец Марко Казамонти, уроженец Флоренции. По совпадению, находившийся на том же месте стадион «Кемаль Стафа» также был создан итальянским архитектором из Флоренции Герардо Бозио.
Сам стадион был открыт 17 ноября 2019 года матчем отбора на Евро-2020 между сборными Албании и Франции. Матч закончился победой французов со счётом 2:0. На церемонию открытия были приглашены президент УЕФА Александер Чеферин, президент федерации футбола Албании Арманд Дука и албанский премьер-министр Эди Рама.
3 декабря 2020 года Исполнительный комитет УЕФА выбрал «Арену Комбетаре» в качестве места проведения первого в истории финала Лиги Конференций УЕФА. 25 мая 2022 года стадион принял финал еврокубка между «Ромой» и «Фейеноордом», закончившийся победой итальянского клуба со счётом 1:0. Финал стал первым еврокубковым финалом в истории Албании.

## Устройство
Стадион представляет собой восьмигранное прямоугольное здание с выпуклыми и вогнутыми стенами, на которых находится около 3200 солнцезащитных чёрно-красных козырьков в цветах албанского флага. На одном из углов стадиона расположена 112-метровая башня, где находится отель «Марриотт». 
Сам стадион имеет 4 трибуны, одна из которых для VIP-гостей. Все трибуны названы в честь конкретных людей, внёсших значительный вклад в историю Албании и албанского футбола:
- Главная трибуна носит имя героя Второй мировой войны и одного из основателей Албанской коммунистической партии Кемаля Стафа. Ранее его именем был назван стадион, на месте которого построили Арену Комбетаре.
- Западная трибуна названа в честь нападающего Панайота Пано — легенды местного клуба «Партизани» и лучшего албанского футболиста в истории.
- Северная трибуна названа именем Фатмира Фрашери[англ.], который выигрывал национальный чемпионат и кубок за местные клубы и как футболист, и как тренер.
- Южная трибуна носит имя легенды местного клуба «Динамо Тирана» Василака Зери[англ.][2][10].

На первом этаже стадиона находится Музей албанского футбола, рассказывающий историю как самого стадиона, так и в целом футбола в Албании.

### Комментарии
1. ↑  Вместимость может меняться в зависимости от мероприятия, проводимого на стадионе, и достигать 23 500 мест[2].
2. ↑  По спонсорскому соглашению стадион носит имя «Эйр Албания» (англ. Air Albania Stadium).